# Приворотень короткозубчастий
Приворотень короткозубчастий, приворотень дібровний, чи приворотень дібровний, як Alchemilla nemoralis (Alchemilla brevidens) — вид трав'янистих рослин родини розові (Rosaceae), ендемік Криму. Входить до складу агрегату Alchemilla nemoralis, який в Україні представлений лише видом Alchemilla brevidens.

## Опис
Багаторічна рослина заввишки 30–50 см. Всі листки б. м. густо й рівномірно запушені з обох сторін, гілки суцвіть розсіяно запушені. Листки ниркоподібні, з короткими, еліптичними лопатями, кожна з дрібними й короткими зубцями.

## Поширення
Європа: Україна — Крим.
В Україні зростає в листяних лісах — в Криму, зрідка. Входить до переліку видів, які перебувають під загрозою зникнення на території Автономної Республіки Крим.